# عصارة البخار

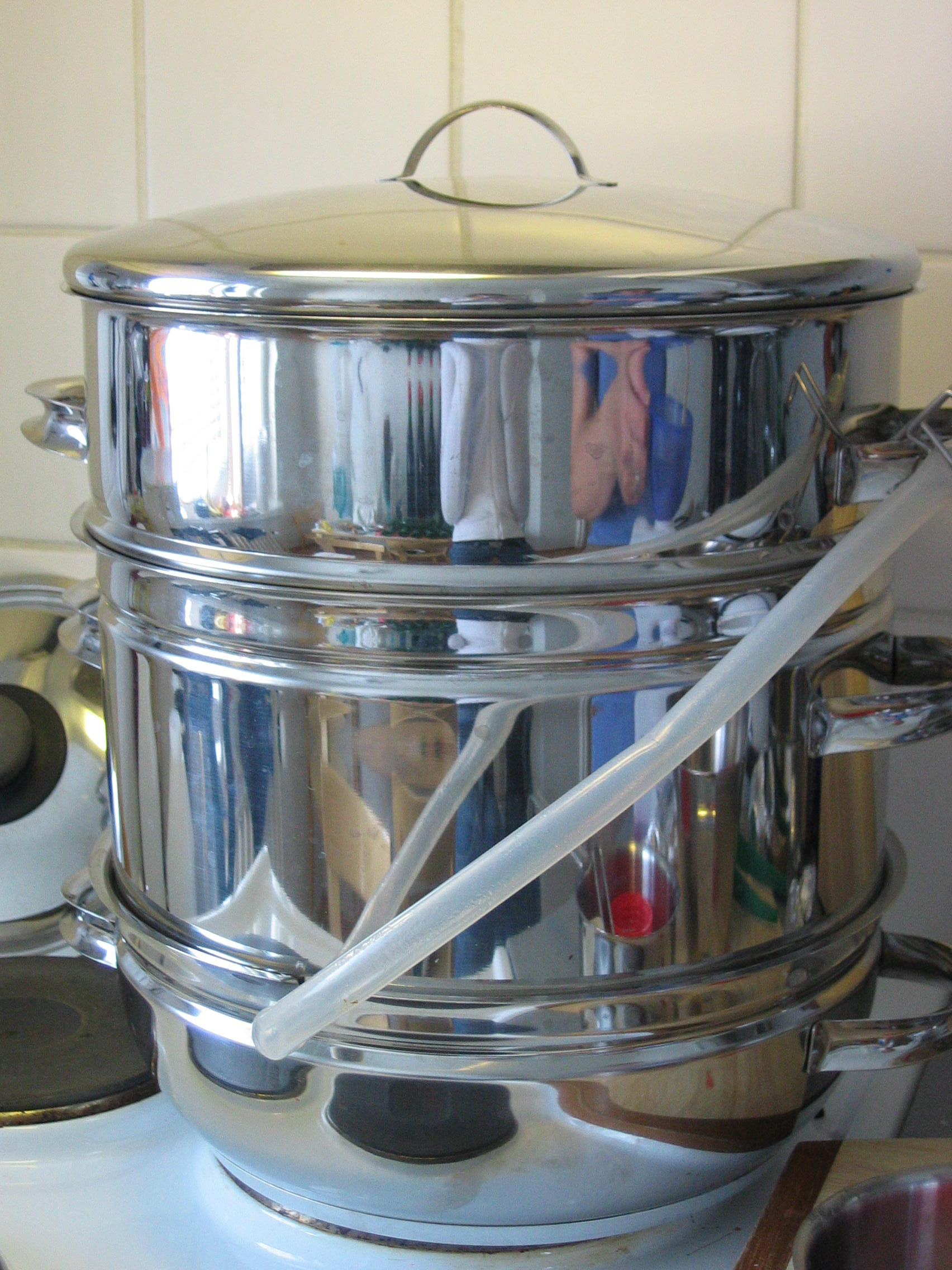
عصارة بخار نموذجية ثلاثة أجزاء جاهزة للاستخدام.

عصارة البخار هي آلة طبخ منزلية تُستخدم لاستخراج العصائر من الحَب والفاكهة والخضروات عن طريق البخار وهو ما يعرف بعملية «استخلاص العصير بالبخار» والتي تُستخدم لحفظ المحاصيل بشكل أسرع بدلًا من استهلاكها وهي طازجة.

## طريقة عملها
تستفيد العصارة من البخار في نقل الحرارة الطفيفة للحَب المثبت داخل سلة مثقوبة والموضوعة فوق قِدر من الماء المغلي. ويتم تجميع العصير في الجزء الأوسط وتسريبه بأُنبوب في حين لا يزال ساخنًا في زجاجات نظيفة كجزء من عملية حفظ طويلة بدون ثلاجات. وتمتاز العصائر في هذه العملية بالجودة لقلة القطع الصلبة لهجر عملية العصير الميكانيكي.
وتُصنع العصارة من ثلاثة أجزاء وتشبه بحد كبير القِدر المزدوج.  الجزء السفلي هو عبارة عن قِدر ويوضع على لوح تسخين أو موقد لتسخين المياه والحصول على البخار اللازم للقيام بالعملية. أما الجزء الثاني فهو عبارة عن خزان لتجميع العصير حيث توجد فُتحة به لتمرير البخار. ويوجد به أنبوب لتجميع العصير ونخزينه في زجاجات التخزين مباشرة. أما الجزء العلوي (الثالث) فهو عبارة عن سلة ذات ثقوب (يوجد بها غطاء غير مُحكم) لتثبيت الحَب وكذلك السماح بمرور البخار في الحَب بدون خلطه بالعصير المستخرج.
هذه العملية مريحة وأمنة كما عمليات الطبخ بالموقد. فالبخار لا يخضع للضغط والعصير ينقل بأُنبوب مطاطي لا يتطلب الكثير من التجهيز الإضافي. وكذلك قد يستخدم قُمع ومُرشِح لجعل التعبئة أكثر سلاسة. كذلك يفضل أن تتم التعبئة بحذر مخافة الإصابة بحرق من العصير الساخن وإمكانية سقوط العصارة الطويلة.
ويمكن إضافة السكر في طبقة أخرى بجانب الحَب بكميات تتناسب مع الكمية المستخدمة من الحَب. ويستخد السكر أيضًا كعامل لحفظ العصير. ومن الإضافات التي يمكن إستخدامها البكتين لتحضير الهلام، وحَمْضُ الأسكوربيك لإطالة عمر التخزين، ومكونات أخرى تذوب وتمتزج بالعصير أثناء إستخراجه. ولتكوين خليط متجانس من العصير يتم تجميع المخلوط بأكمله وتعبئته منذ بدء الخلط وحتى نهايته. ولا يحبذ ترك العصائر الحَمضية مدة طويلة في العصارات المصنوعة من الالومنيوم.
ويؤدي زيادة تدفق البخار إلى تحسين معدل استخراج العصير.

## تاريخ الاستعمال
سلبقًا كانت تعد هذه الآلة أفضل وسيلة للتعبئة الفورية للعصائر ذات المخلوطات الجيدة حجمًا. هذا ولا يوجد حاجة لتصفية العصائر وتسخينها بعد التصفية الميكانيكية. ويمكن استخدام هذة الألة بموقد خشبي خاصة في مناطق الريف.
ولا تزال هذه الطريقة محبوبة في فنلندا ودول أُخرى حيث تم تسويقها تحت مسميات كثيرة من قبل شركات مختلفة على مدى السنوات السابقة. وقدم تم تصنيع نفس النوع سابقًا في ألمانيا والبرتغال وفي الصين حاليًا. بعض النماذج الحديثة تقدم عوامل تسخين كهربية وذلك لجعل عملية إنتاج البخار أكثر سلاسًة لتفادي مشكلة المواقد الساخنة.
وقد كانت النماذج الأولى من العصارات مصنوعة من الألومنيوم وذلك لسهولة تكوين الأشكال المعقدة  بتقوير الصفائح بالرحو. حيث قد صنعت بعض النماذج من الفولاذ المطلي (إتجاه ألماني) أما حاليا فتم الإتجاه لصناعة العصارات من الفولاذ مقاوم الصدأ لمنع الالومنيوم من الرشح على العصير أثناء التحضير.

## الاستعمالات
تستخدم العصارات بشكل أساسي في تحضير عصائر الحَب وقت حصادها لحفظها على المدى الطويل. وذلك نتيجة للبسترة التي تحدث أثناء عملية إستخلاص العصائر.
وتُستخدم كذلك في صناعة الهُلام وطبخ الخضار كما الموقد البخاري الاعتيادي أو سلق الخضار تمهيدًا للتخزين المجمد.
وتُسخدم أيضًا كوحدات للتقطير الطارئ في إعداد المياه الخالية من الشوائب والكحوّل الطبي.